# Apeadeiro de Fermentãos
O Apeadeiro de Fermentãos foi uma interface da Linha do Tua, que servia a povoação de Fermentãos, no concelho de Bragança, em Portugal.

## História
Este apeadeiro fazia parte do troço entre as estações de Sendas e Rossas, que foi aberto à exploração no dia 14 de Agosto de 1906. No entanto, este apeadeiro não fazia parte originalmente da linha; em 1933, a Companhia Nacional de Caminhos de Ferro ampliou a casa de partido em Fermentãos, e construiu uma gare e um alpendre, transformando-a numa paragem.
Em 15 de Dezembro de 1991, foi encerrado o lanço entre Bragança e Mirandela da Linha do Tua.